# Joe Cada
Joseph "Joe" Cada (Shelby Township, Michigan, 18 de novembro de 1987) é um jogador profissional de pôquer. Cada conquistou o evento principal "Main Event" da Série Mundial de Pôquer em 2009, sendo o jogador mais jovem a conquistar o torneio.

## Biografia
Filho de um mecânico e de uma funcionária de cassino, Cada começou a jogar Texas Hold'em aos dezesseis anos. Nesta época, Joe e seu irmão Jerome fizeram um depósito inicial de US$ 25,00 em um sítio de jogos de pôquer on line. Eles chegaram a acumular US$ 250,00 em sua conta, mas em uma noite perderam tudo o que tinham.
Quando entrou na universidade Macomb Community ele já jogava pôquer on line com regularidade, quando foi apresentado ao cassino Windsor, em Michigan. Em pouco tempo Cada já jogava frequentemente nas mesas de pôquer ao vivo. Um ano depois, ele deixou a faculdade para dedicar-se ao pôquer integralmente.
Aos vinte e um anos, quando atingiu a maioridade, pode concretizar o seu sonho de participar da Série Mundial de Pôquer, que acabou sagrando-se campeão, conquistando o bracelete de ouro, troféu dado ao vencedor do evento principal do campeonato, e um prêmio de US$ 8.547.042,00.
Na internet Cada pode ser encontrado regularmente nas mesas do PokerStars, onde joga com o apelido jcada99. Apesar de ser essencialmente um jogador de cash-game, em 2008 teve dois grandes resultados em torneios, vencendo o "$750k Garantidos" e o "Sunday Million". O "$750k Garantidos" rendeu-lhe um prêmio de US$ 147.487,00 e a vitória no "Sunday Million" rendeu-lhe US$ 49.590,00. Na semana que ainda celebrava a passagem para a mesa final do evento principal da Série Mundial de Pôquer de 2009, Cada conquistou o segundo lugar no torneio "$200K garantidos" do sítio Poker Stars, com um prêmio de US$ 45.221,00.

## Curiosidades
Joe é o mais jovem campeão da Série Mundial de Pôquer, tendo vencido, em 2009, o evento principal do campeonato aos 21 anos e 11 meses de idade.
Metade do prêmio que ganhou como campeão da Série Mundial de Pôquer, Cada teve de doar para dois investidores que custearam sua inscrição no campeonato em troca de metade dos possíveis ganhos do jogador.

## Braceletes na Série Mundial de Pôquer
| Ano  | Preço de Inscrição (Buy-In) | Evento                              | Prêmio (US$)    |
| ---- | --------------------------- | ----------------------------------- | --------------- |
| 2009 | $10,000                     | No Limit Hold'em World Championship | US$8.547.042,00 |